# Heteroscyphus circumdentatus
Heteroscyphus circumdentatus là một loài rêu tản trong họ Geocalycaceae. Loài này được (W. Martin & E.A. Hodgs.) J.J. Engel & R.M. Schust. miêu tả khoa học lần đầu tiên năm 1984.